# De maan (hoorspel)
De maan is een hoorspel van Stanisław Grochowiak. Der Mond werd op 11 mei 1969 door de Hessischer Rundfunk uitgezonden. Willy Wielek-Berg vertaalde het en de VARA zond het uit op zaterdag 14 februari 1970 (met een herhaling op woensdag 5 augustus 1970). De regisseur was Ad Löbler. Het hoorspel duurde 32 minuten.

## Rolbezetting
- Paul van der Lek (Oleg Antonowitsj Kniasjnin)
- Frans Somers (de oude Pietroesjov)
- Jaap Hoogstraten (Aljoska, zijn kleinzoon)
- Jan Borkus (de commissaris)
- Floor Koen & Piet Ekel (twee Bolsjewieken)
- Huib Orizand (Gorodnikow)
- Jan Wegter & Cees van Ooyen (twee “Witten”)
- Els Buitendijk (Wala, de vrouw van Kniasjnin)
- Harry Bronk (de spreker)

## Inhoud
Een gevangen Witrussische officier is door een rood revolutietribunaal ter dood veroordeeld geworden; een oude boer en zijn kleinzoon moeten de executie voltrekken. Terwijl de drie in de maanhelle winternacht op weg naar de terechtstelling zijn, slaagt de officier erin de naïeve gemoederen van zijn twee begeleiders met een fantasierijk sprookje volledig te boeien: hij vertelt over de maan, waar de mensen zich na hun dood verzamelen. Deze list brengt de officier redding, aan de oude en zijn kleinzoon echter de dood. Ze worden door de kameraden van de "Witte" overmeesterd. In kinderlijk geloof naar de maan kijkend, wachten ze op hun executie…